# 精伊霍線
精伊霍線（せいいかくせん、中文表記: 精伊霍铁路）は、中国の新疆ウイグル自治区ボルタラ・モンゴル自治州の精河駅からイリ・カザフ自治州の伊寧駅を経由して同州コルガス駅（霍尔果斯駅）を結ぶ鉄道路線である。コルガスからカザフスタン鉄道に接続する。
2021年現在、コルガスを越えてイタリアなど欧州へ向かう国際貨物列車、中欧班列の運行も行われている。

## 歴史
- 2004年11月22日：建設開始[2]。
- 2008年12月28日：線内で最長のトンネル、北天山トンネルが貫通[3]。
- 2009年9月14日：当初の計画より2年遅れで全線貫通した[4]。
- 2011年12月2日：カザフスタン側の鉄道が開通して当線と接続する[5][6]。

## 接続路線
- 精河駅：北疆線
- コルガス駅：トルキスタン・シベリア鉄道（アルティンコリ支線）